# Таинственный остров (мини-сериал)
«Таинственный остров» (исп. La isla misteriosa, фр. L'Île mystérieuse)  — франко-итало-испанский 6-серийный мини-сериал по одноимённому роману Жюля Верна, экранизация 1973 года. В том же 1973 году была выпущена сокращённая версия — полуторачасовой художественный фильм. Сериал был дублирован на русский язык и впервые транслировался по советскому телевидению 4, 5 и 6 августа 1976 года (по две серии в день, с названием «Таинственный остров капитана Немо»).

## Сюжет
1865 год, разгар Гражданской войны в США. Несколько северян сбегают из плена южан на воздушном шаре. Когда шар терпит крушение, они попадают на необитаемый остров. Благодаря умению и находчивости инженера Сайреса Смита и помощи таинственного доброжелателя они успешно обосновываются на острове.

## В ролях
- Омар Шариф — Капитан Немо
- Габриэль Тинти — Айртон
- Филипп Нико — Гедеон Спилетт
- Амбруаз Биа — Наб
- Джесс Хан — Пенкрофф
- Рафаэль Бардем — Герберт
- Жерар Тиши — Сайрус Смит
- Мариано Видаль Молина — Боб Харви
- Рик Баталья — Финч